# Associazione Calcio Casoria 1982-1983
Questa voce raccoglie le informazioni riguardanti l'Associazione Calcio Casoria nelle competizioni ufficiali della stagione 1982-1983.

## Rosa
| N. |                   | Ruolo | Calciatore           |
| -- | ----------------- | ----- | -------------------- |
|    | Italia (bandiera) | C     | Giovanni Caccavale   |
|    | Italia (bandiera) |       | Carbone              |
|    | Italia (bandiera) |       | Chiovati             |
|    | Italia (bandiera) | A     | Domenico Citarelli   |
|    | Italia (bandiera) | P     | Giuseppe Congiusta   |
|    | Italia (bandiera) | D     | Mario De Simone      |
|    | Italia (bandiera) | A     | Luigi Di Benedetto   |
|    | Italia (bandiera) | D     | Carlo Di Somma       |
|    | Italia (bandiera) | D     | Francesco Di Spirito |
|    | Italia (bandiera) | D     | Aniello Iaccarino    |
|    | Italia (bandiera) | P     | Francesco Lauri      |

| N. |                   | Ruolo | Calciatore          |
| -- | ----------------- | ----- | ------------------- |
|    | Italia (bandiera) | D     | Gianfranco Lusuardi |
|    | Italia (bandiera) | P     | Raffaele Manco      |
|    | Italia (bandiera) | A     | Angelo Mancuso      |
|    | Italia (bandiera) | C     | Ciro Mautone        |
|    | Italia (bandiera) | A     | Lorenzo Mazzeo      |
|    | Italia (bandiera) | D     | Gennaro Signoriello |
|    | Italia (bandiera) | C     | Clemente Silvestro  |
|    | Italia (bandiera) | P     | Domenico Smimmo     |
|    | Italia (bandiera) | C     | Pasquale Varriale   |
|    | Italia (bandiera) | C     | Domenico Viscardi   |
|    | Italia (bandiera) | C     | Alfredo Zica        |